# Бассет, Филиппа
Филиппа Бассет (англ. Philippa Basset; ум. 1265) — английская аристократка, дочь Томаса Бассета (II), феодального барона Хедингтона, и Филиппы Мобан. Отец за 500 марок купил право выдать Филиппу замуж за несовершеннолетнего Генриха де Бомона, 5-го графа Уорика. После смерти отца она унаследовала часть его владений, а после смерти мужа получила часть его владений в качестве вдовьей доли. Хотя она купила у короля право оставаться незамужней, по настоянию своего двоюродного брата она была вынуждена выйти замуж вторично — за сэра Ричарда Сиварда, бывшего наёмника. Однако после смерти кузена она развелась со вторым мужем.
До конца своей жизни Филиппа управляла своими владениями, пережив двоих детей. Наследниками её владений стали дочери её младшей сестры.

## Происхождение
Филиппа происходила из англонормандского рода Бассетов, представители которой в XII—XIII веках верно служили королям Англии. Её дед, Томас Бассет (I), находился на королевской службе с 1163 года и занимал при дворе Генриха II Плантагенета разные административные и судебные посты. В 1163—1181 годах он был одним из баронов казначейства, а также был одним из королевских юстициариев, который проводил выездные сессии королевского суда на юге и западе Англии. Его жена, Аделиза, происходила из англонормандского рода Данстанвилей, имевшего владения в Уилтшире, Шропшире, Сассексе, Корнуолле и Оксфордшире. Её отец Алан I де Данстанвиль и его брат Роберт во время гражданской войны в Англии были сторонниками императрицы Матильды, благодаря чему оказались сначала при её дворе, а потом при дворе её сына, будущего короля Генриха II Плантагенета. От брака Томаса и Аделизы родилось 3 сына и дочь, отцом Филиппы был его второй сын, Томас Бассет (II). Как и его отец, Томас II находился на королевской службе (с 1180-х годов), служил четырём королям Англии, получив за это от них ряд владений. От короля Ричарда I Львиное Сердце он поручил маноры Колитон и Уитфорд в Девоне, а от Иоанна Безземельного — феодальную баронию Хедингтона в Оксфордшире, которую он удерживал а виде единого рыцарского фьефа, приносившего ему доход в 20 фунтов в год. Также ему была предоставлена опека над несколькими манорами, конфискованными у нормандских землевладельцев, перешедших на сторону французов после конфискации Нормандии королём Филиппом II Августом. Также он унаследовал манор Норт-Сток в Оксфордшире.
Томас был женат на Филиппе Мобан, дочери Уильяма Фиц-Хью Мобана. От этого брака у него родилось три дочери, старшей из которых была Филиппа.

## Биография
Год рождения Филиппы неизвестен. В 1205 году её отец за 500 марок приобрёл права на опеку несовершеннолетнего Генриха де Бомона, 5-го графа Уорика, сына умершего в 1203 году Валерана де Бомона, 4-го графа Уорика, после чего женил его на своей старшей дочери, Филиппе, хотя подобный брак для столь знатного графа был достаточно неравнородным. В 1220 году умер её отец. Поскольку у него сыновей не было, его владения были разделены между тремя дочерьми. Филиппа при этом получила Хедингтон.
Её муж умер 10 октября 1229 года, после чего она в качестве вдовьей доли получила треть поместья мужа в Ньюбурге. Она оказалась одной из нескольких вдов, чья долгая жизнь стала основным фактором сокращения владений последующих графов Уориков в XIII веке, что, по мнению историков, стало причиной уменьшения их влияния в английской политике.
Став вдовой, Филиппа заплатила королю 100 марок за право оставаться незамужней или самой выбирать себе мужа. Однако не позже 4 ноября 1229 года она всё же вышла замуж за сэра Ричарда Сиварда, бывшего наёмника. Вероятно, её убедил вступить в этот брак двоюродный брат, Гилберт Бассет. В 1233 году Сивард вместе с Гилбертом Бассетом и его братьями поддержал восстание Ричарда Маршала, 3-го графа Пембрука, против короля Генриха III, в результате чего владения Филиппы оказались в опасности. В январе 1234 года шериф Оксфордшира снёс дома в Хедингтоне, чтобы получить материалы для восстановления сожжённого Сивардом дома графа Ричарда Корнуольского. В то же время Филиппе было предоставлено бесплатное сопровождение к мужу, находившемуся в Валлийских марках.
Её двоюродный брат Гилберт умер в 1241 году. А уже к осени 1242 года Филиппа смогла развестись с мужем, возможно, заявив, что она вышла замуж по принуждению. Она согласилась на равномерный раздел своего имущества с Сивардом, однако у ней возник конфликт по поводу долгов бывшего мужа. 19 сентября 1242 года было решено, что Филиппа заплатит ему 75 фунтов за его долю имущества за вычетом долгов, которые она заплатит его должникам.
Больше Филиппа замуж не вышла. Она продолжала управлять своими владениями. В 1246 году она в суде защищала своё право на двойную сотню Буллингдона, которая традиционно входила в состав манора Хедингтон.

## Смерть и наследство
Филиппа умерла незадолго до 29 ноября 1265 года и была похоронена в основанным её дядей, Гилбертом Бассетом (I) монастыре в Бистере.
В источниках существуют разночтения по поводу того, кто был матерью двух детей Генриха де Бомона, 5-го графа Уорика. «The Complete Peerage» указывает, что он был женат дважды, а его первой женой была Марджери де Ойли и именно она называется матерью его детей. Однако данная версия имеет ряд проблем. Рози Бевен в 1203 году предложила исправленную генеалогию, принятую в онлайновых исправлениях «The Complete Peerage», согласно которой Марджери была женой не Генри, а его отца Валерана. Таким образом, она приходилась Генри матерью. Соответственно, Филиппа была единственной женой графа Уорика и матерью его детей.
Это также объясняет, почему в 1254 году понадобилось церковное разрешение на брак Элы Лонгспе и Филиппа Бассета, двоюродного брата Филиппы, которые находились в «третьей степени родства». Первым мужем Элы был Томас де Бомон, 6-й граф Уорик. Если он был сыном Филиппы, то его жена как раз оказывалась в указанной степени родства. Ещё одним доказательством служит запись в «Close Roll» за 1242 год, в которой Томаса, покойного графа Уорика, явно называют сыном Филиппы.
Филиппа пережила обоих своих детей от первого брака. Томас, унаследовавший после смерти отца титул графа Уорика, умер в 1229 год, не оставив детей. Не имела детей и его сестра Маргарита, графиня Уорик, умершая в 1253 году. От второго брака у неё был сын, Ричард Сивард, живший в Шотландии. Однако наследниками земель Филиппы, за исключением оставшейся ей после смерти первого мужа вдовьей доли, которая вернулась к графам Уорика, были признаны Марджери, Эла и Изабелла, дочери её младшей сестры Алисы от брака с Джоном Биссетом.

## Брак и дети
1-й муж: после 1205 Генрих де Бомон (ок. 1190 — 10 октября 1229), 5-й граф Уорик с 1203. Дети:
- Томас де Бомон (Ньюбург) (ум. 26 июня 1242), 6-й граф Уорик с 1229[11].
- Маргарита де Бомон (Ньюбург) (ум. 3 июня 1253), 7-я графиня Уорик с 1242; 1-й муж: до 23 августа 1242 — Джон Маршал IV (умер 3 октября/23 октября 1242), маршал Ирландии, граф Уорик по праву жены; 2-й муж: до 14 сентября 1243 Жан дю Плесси (умер 25 февраля 1263), граф Уорик по праву жены[11].

2-й муж: до 4 ноября 1229 (развод 1242) сэр Ричард Сивард (ум. 1248). Дети:
- Ричард Сивард[5][7].